# Phera maculiventris
Phera maculiventris är en insektsart som först beskrevs av Schmidt 1928.  Phera maculiventris ingår i släktet Phera och familjen dvärgstritar.
Artens utbredningsområde är Colombia. Inga underarter finns listade i Catalogue of Life.